# Les Salles-Lavauguyon

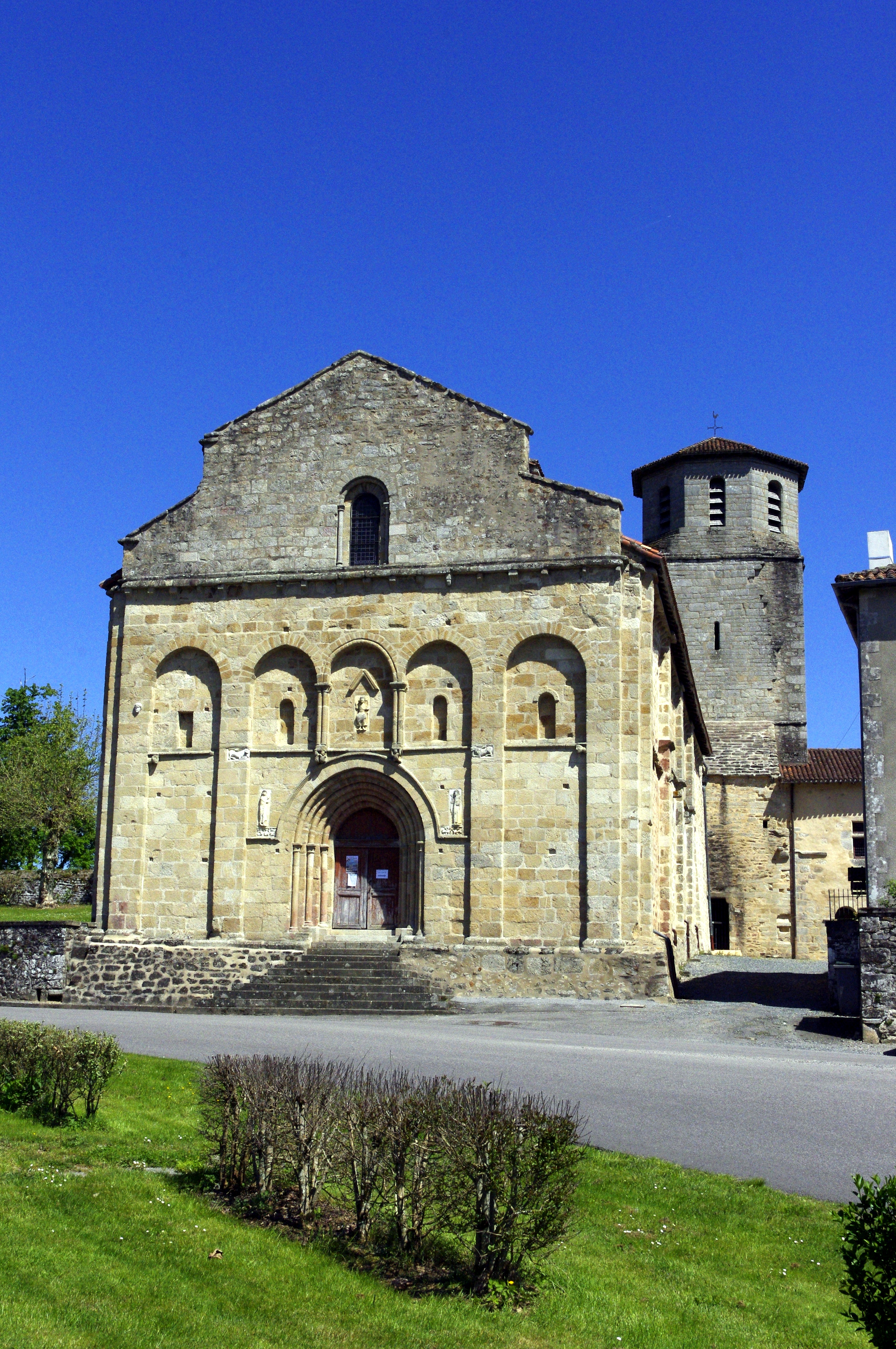
Zabytkowy Kościół św. Eutrope (2012)

Les Salles-Lavauguyon – miejscowość i gmina we Francji, w regionie Nowa Akwitania, w departamencie Haute-Vienne.
Według danych na rok 1990 gminę zamieszkiwało 210 osób, a gęstość zaludnienia wynosiła 17 osób/km² (wśród 747 gmin Limousin Les Salles-Lavauguyon plasuje się na 421. miejscu pod względem liczby ludności, natomiast pod względem powierzchni na miejscu 507.).

## Populacja

Populacja Les Salles-Lavauguyon w latach 1962–2008